# Rodenhoff
Rodenhoff (Luxemburgs: Roudenhaff) is een plaats in de gemeente Attert in het Land van Aarlen, het Luxemburgstalige deel van de Belgische Provincie Luxemburg.
De plaats ligt aan de N4, die hier onderdeel is van de Voie de la Liberté: de route die de geallieerden volgden in hun opmars om de Tweede Wereldoorlog winnend te beëindigen.
Deelgemeenten: Attert · Nobressart · Nothomb · Thiaumont · Tontelange

Overige kernen: Almeroth · Grendel · Heinstert · Lischert · Lottert · Louchert · Luxeroth · Metzert · Parette · Post · Rodenhoff · Schadeck · Schockville

Belgische gemeenten · Arrondissement Aarlen · Luxemburg · Wallonië